# NGC 4608
NGC 4608 هي مجرة محدبة تبعد حوالي 56 مليون سنة ضوئية تقع في في كوكبة العذراء. اكتشفه العالم الفلكي ويليام هيرشيل في 15 مارس 1784. وهو في زوج مع NGC 4596. وهو عضو في مجموعة العذراء.

## الخصائص
NGC 4608 لديه شريط واضح جدا. حول شريط حلقة داخلية تم تعريفها حافة داخلية حادة. خارج الحلقة الداخلية، يوجد قرص سطوع سطح منخفض يحتوي على خصائص دوامة ضعيفة.
يعتبر القرص في NGC 4608 عمليا غير موجود. أحد التفسيرات هو أن الشريط في المجرة كان قادرا على التشكيل بدون قرص. وهناك تفسير آخر يقول أن شكل الشريط ضعيف منذ البداية.

## وصلات خارجية
- NGC 4608 على موقع ويكي سكاي: DSS2, SDSS, GALEX, IRAS, Hydrogen α, X-Ray, Astrophoto, Sky Map, Articles and images